# Гуськова, Анастасия Александровна
Анастаси́я Алекса́ндровна Гусько́ва (до 2000 — Горбачёва) (р. 8 июля 1977, Москва) — российская волейболистка. Мастер спорта международного класса.

## Биография
Начала заниматься волейболом в Москве. Играла за команды «Искра» (Луганск, Украина) (1993—1994), ЦСКА (Москва) (1994—2000). В составе ЦСКА: обладатель Кубка Кубков ЕКВ 1998, трёхкратный серебряный призёр чемпионатов России (1995—1997), бронзовый призёр российских первенств 1998 и 2000, обладатель Кубка России 1998.
В 2000—2010 выступала за липецкий «Стинол» (ныне «Индезит»).
В сезонах 2005—2007 становилась самой результативной волейболисткой команды «Стинол». В 2005, 2006 и 2007 входила в десятку самых результативных игроков чемпионата России.
В составе ЦСКА и «Стинола» неоднократно принимала участие в розыгрышах европейских клубных турниров по волейболу.
В 2006 году Анастасия Гуськова липецкими журналистами признана лучшей волейболисткой сезона в составе «Стинола».

## Медали
- 1994 чемпионат Украины — золото
- 1994 Кубок ЕКВ — бронза
- 1995 чемпионат России — серебро
- 1996 чемпионат России — серебро
- 1996 Кубок обладателей кубков ЕКВ — бронза
- 1997 чемпионат России — серебро
- 1997 Кубок обладателей кубков ЕКВ — бронза
- 1998 чемпионат России — бронза
- 1998 Кубок обладателей кубков ЕКВ — золото
- 1998 Кубок России — золото
- 2000 чемпионат России — бронза